# William Boyd Dawkins
Pour les articles homonymes, voir Dawkins.
William Boyd Dawkins (Buttington, 26 décembre 1838-Bowdon (Grand Manchester), 15 janvier 1929) est un géologue, paléontologue et archéologue britannique.
Membre du British Geological Survey, conservateur du Manchester Museum, professeur de géologie à Manchester, célèbre pour ses travaux sur les fossiles, il a posé les fondements de la science préhistorique.

## Biographie
Il fait ses études au Jesus College d'Oxford et, dès 1862, rejoint le British Geological Survey. Il travaille alors pendant sept années sur la vallée de la Tamise. Élu en 1869 à la Société géologique de Londres, il devient la même année le conservateur du Musée de Manchester, poste qu'il occupera jusqu'en 1890 et enseigne à partir de 1874 la géologie dans la même ville.
Engagé dans une société minière de Manchester qu'il présidera à trois reprises (1874-1875 ; 1876-1877 et 1886-1887), membre de la Royal Society dès 1867, il explore de nombreux gisements de l'âge du renne en Angleterre et est engagé pour étudier les terrains en vue de l'établissement d'un tunnel sous la Manche (1882).
Il fut aussi, en outre, Président de la  Lancashire and Cheshire Antiquarian Society de 1883 à 1885 et de la Cambrian Archaeological Association (1911-1919). Il est anobli en 1919.

## Travaux
- British Pleistocene mammalia, 6 vol., 1866
- The Sub-Wealden Exploration, 1872
- Cave Hunting : Researches on the Evidence of Caves respecting the early Inhabitants of Europe, 1874
- The Northern Range of the Basques, 1874
- The mammalia found at Windy Knoll, in Quarterly Journal of the Geological Society no 31, 1875, p. 246–55
- Early Man in Britain, 1880
- On Some Deposits of Apatite Near Ottawa, Canada, 1884
- On the Relation of Geology to Engineering, 1898
- The Opportunity of Manchester, 1903
- On Bigbury Camp and the Pilgrims' Way, 1903
- On the Discovery of Elephas Antiquus at Blackpool, 1904